# Utumno
(J. R. R. Tolkien, Il Silmarillion)
Utumno (chiamata anche Udûn in Sindarin) è una fortezza di Arda, l'universo immaginario fantasy creato dallo scrittore inglese J. R. R. Tolkien. È la prima fortezza di Melkor nel nord della Terra di Mezzo.
Venne costruita da Melkor dopo il suo segreto rientro dalla sua prima espulsione da Arda. All'epoca i Valar avevano costruito le Due Lampade, Illuin e Ormal, e Utumno fu costruita tra i Monti di Ferro, dove i raggi di Illuin arrivavano deboli. Utumno fu la base di Melkor per molti anni, e da lì attaccò le Lampade e iniziò a corrompere Arda. Sempre lì Melkor imprigionò gli Elfi e iniziò a trasformarli in Orchi.
Utumno fu distrutta dai Valar durante la guerra di liberazione degli Elfi che essi condussero durante gli Anni degli Alberi, e Melkor fu catturato da Tulkas e condotto a Valinor.
Melkor costruì anche una seconda fortezza all'estremità occidentale dei Monti di Ferro, chiamata Angband, il cui comando fu inizialmente affidato a Sauron.